# イエールタウン・ラウンドハウス駅
イエールタウン・ラウンドハウス駅（英: Yaletown–Roundhouse Station）は、カナダブリティッシュコロンビア州バンクーバーにある、スカイトレインカナダ・ラインの駅である。

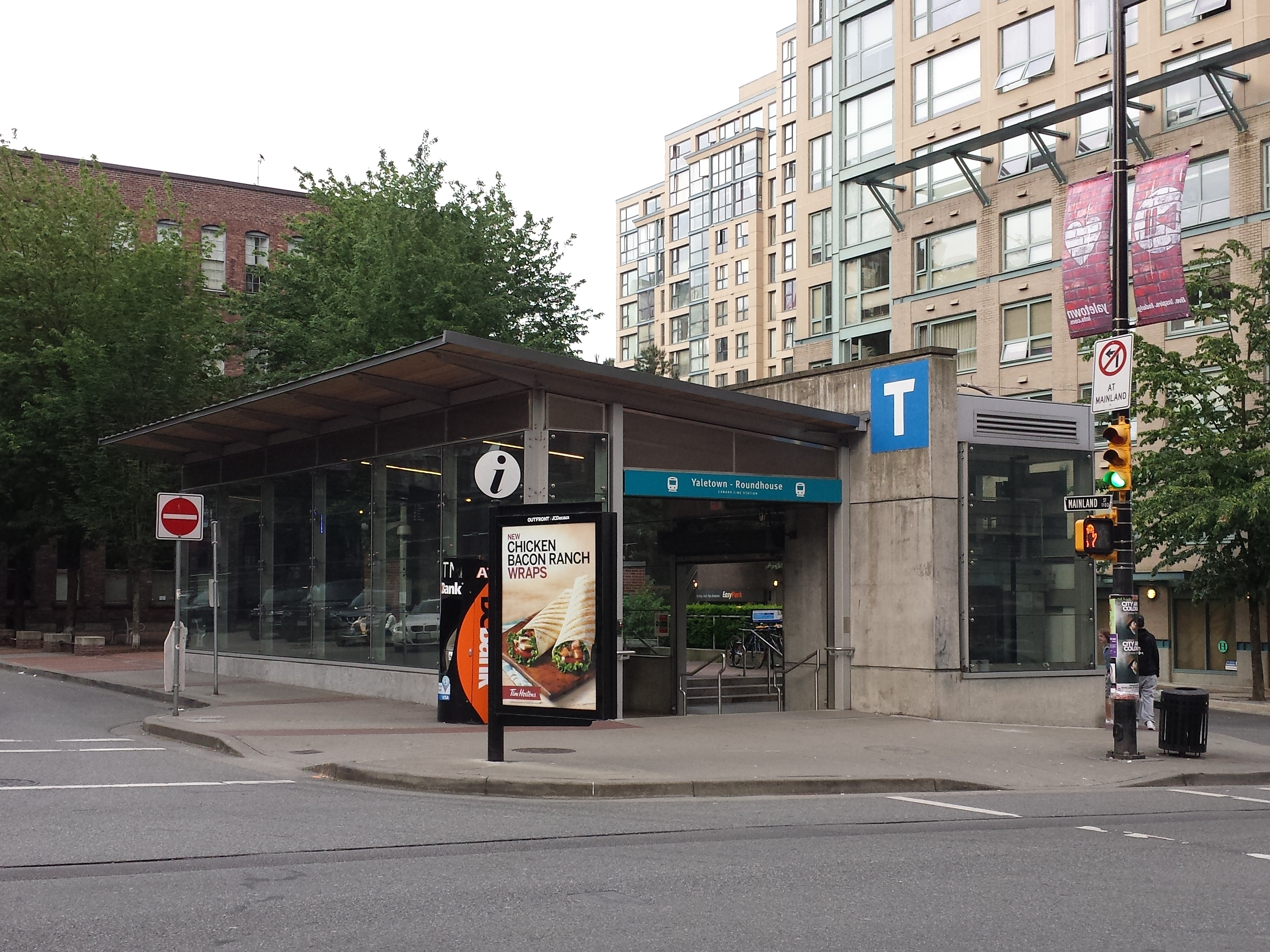
イエールタウン・ラウンドハウス駅入口

## 歴史
- 2009年8月17日：カナダ・ラインの駅として開業[1]。
- 2016年1月 - ICカード「コンパスカード」の利用が可能となる[2]。

## 駅構造
島式ホーム2面1線を有する地下駅である。
| ホーム | 路線          | 行先                             |
| ------ | ------------- | -------------------------------- |
| 上り   | ■カナダライン | ウォーターフロント駅方面         |
| 下り   | ■カナダライン | リッチモンド・ブリグハウス駅方面 |
| 下り   | ■カナダライン | YVRエアポート駅方面              |

## 駅周辺
施設
- イエールタウン
- デビッド・ラム公園
- ジョージ・ウェインボーン公園
- ヘルマッケン公園
- クーパーズ公園

バス路線
| 乗り場 | 路線                          |
| ------ | ----------------------------- |
| 1      | 6 系統・デイビー              |
| 2      | 6 系統・ダウンタウン          |
| 3      | 23 系統・ビーチ               |
| 4      | 23 系統・メイン・ストリート駅 |
| バス停 | 路線                          |
| 61408  | ハンディダート                |

## 隣の駅
■カナダ・ライン
バンクーバーシティセンター駅 - イエールタウン・ラウンドハウス駅 - オリンピックビレッジ駅